# Cypress (Californie)
 (février 2023).
Pour les articles homonymes, voir Cypress.
Cypress est une municipalité américaine du comté d'Orange, en Californie. Sa population était de 47 802 habitants au recensement de 2010.

## Démographie
| 1960  | 1970   | 1980   | 1990   | 2000   | 2010   |
| ----- | ------ | ------ | ------ | ------ | ------ |
| 1 753 | 31 569 | 40 738 | 42 655 | 46 229 | 47 802 |

## Personnalités liées à la ville
- Tiger Woods, de son vrai nom Eldrick Woods, né en 1975, golfeur.
- John Stamos, acteur